# 184-й навчальний центр (Україна)
184-й навчальний центр (184 НЦ, в/ч А2615, пп В4264) — навчальний центр Національної академії сухопутних військ імені гетьмана Петра Сагайдачного збройних сил України.

## Історія
31 серпня 2012 року сформований на підставі Директиви Міністра оборони України на фондах 379-го управління експлуатації спеціальних об'єктів (в/ч А1491), розташованого в селі Старичі, Яворівського району, Львівської області. Першим начальником Навчального центру став полковник Михайло Олексійович Івасюк, який керував ним до травня 2013 року.
184-й Навчальний центр Академії Сухопутних військ ім. гетьмана Петра Сагайдачного, був створений на базі військового навчального закладу у Львові шляхом переміщення Центру підготовки інженерних військ з Кам'янця-Подільського, 180-го Навчального центру військ радіаційного, хімічного і біологічного захисту з Харкова та відділу підготовки фахівців топографічної служби з Шепетівки.
17 червня 2017 року в 184-му Навчальному центрі Національної академії сухопутних військ імені гетьмана Петра Сагайдачного завершився шостий цикл курсів з підготовки українських інструкторів у рамках Об'єднаної багатонаціональної підготовчої групи (JMTG-U) за участі військовослужбовців Національних збройних сил Латвії. Після завершення курсів 24 випускники отримали сертифікати. На заходах з нагоди завершення курсів був присутній командир Школи сержантів Національних збройних сил Латвійської республіки підполковник Рейніс Башко, а також латвійські військовослужбовці, які проводили курси для українських інструкторів. Молодший сержант Андрій Гринджола був визнаний кращим на курсі за зразкове навчання та виконання практичних завдань. Про навчання він висловлюється виключно позитивно, зазначаючи, що особливу увагу латвійські військовослужбовці приділяють практичним заняттям.
14 серпня 2017 року на базі 184 Навчального центру Національної академії сухопутних військ імені гетьмана Петра Сагайдачного розпочалися чергові курси підготовки українських інструкторів під керівництвом військовослужбовців Збройних Сил Латвії. Це вже сьомий цикл навчань, який відбуватиметься в рамках Об'єднаної багатонаціональної групи з підготовки — Україна (JMTG-U).
На церемонії відкриття були присутні представники керівного складу 184-го Навчального центру і делегація від Збройних Сил Латвії на чолі з капітаном Каспером Ваусте.
За словами заступника начальника 184-го Навчального центру з морально-психологічного забезпечення підполковника Володимира Безбородова, попередні шість циклів показали чудовий результат — було успішно підготовлено більше 150-ти українських інструкторів.
15 вересня 2017 року на базі навчального центру було відкрито центр імітаційного моделювання. Окрім будівництва корпусу також було проведено роботи з відновлення містечка «Інженерне» у навчальному центрі, де відбуватиметься практичне відпрацювання тактичних дій із використаннями системи MILES. Окрім моделювання різного роду тактичних ситуацій також у ньому будуть відпрацьовуватись практичні дії у системі MILES, бригадний комплект якого був закуплений в рамках технічної допомоги від США.
На початку квітня 2018 року для підготовки військових фахівців водолазної справи було придбано водолазне спорядження та обладнання для його обслуговування.
У серпні 2018 року в центрі відбулось відкриття школи підготовки фахівців протитанкових ракетних комплексів (ПТРК). На момент відкриття здійснювалася підготовка операторів протитанковими ракетними комплексами виробництва України «Корсар» і «Стугна-П».
01 вересня 2018 року загинув вояк Дмитро Урбанський

## Структура
- навчальний танковий батальйон
- 355-й навчальний механізований полк (в/ч А3211)
- 356-й навчальний артилерійський полк (в/ч А3618)
  - школа мінометників[9]
  - школа самохідної артилерії[10]
  - школа протитанкової артилерії[11]
  - школа причіпної артилерії
- 49-й окремий навчальний розвідувальний батальйон[12] (в/ч А4138)
- 138 навчальний батальйон матеріального забезпечення (в/ч А2600)
- навчальний інженерний батальйон
- центр імітаційного моделювання
- школа підготовки та перепідготовки фахівців пожежної охорони[13]

## Командування
- полковник Івасюк Михайло Олексійович (08.2012 — 05.2013 рр.)
- полковник Грищук Олександр Ананійович (05.2013 — 12.2014 рр.)
- полковник Остапчук Олександр Васильович (01.2015 — 2019 рр.)

## Символіка
На емблемі старого зразка 184 навчального центру зображено малиновий розширений хрест, на якому покладено в зірку смолоскип і два мечі вістрями вгору, поверх яких розгорнута книга з номером навчального центру.